# Lhomme (Sarthe)
Pour les articles homonymes, voir Lhomme.
Lhomme est une commune française, située dans le département de la Sarthe en région Pays de la Loire, peuplée de 938 habitants.
La commune fait partie de la province historique du Maine, et se situe dans le Haut-Maine.

## Géographie
La commune est traversée par la rivière la Veuve.
|            | Courdemanche |                                                |
| Chahaignes | Lhomme       | Loir en Vallée (comm. dél. de Ruillé-sur-Loir) |
| Marçon     |              | La Chartre-sur-le-Loir                         |

### Climat
Pour des articles plus généraux, voir Climat des Pays de la Loire et Climat de la Sarthe.
En 2010, le climat de la commune est de type climat océanique dégradé des plaines du Centre et du Nord, selon une étude du CNRS s'appuyant sur une série de données couvrant la période 1971-2000. En 2020, Météo-France publie une typologie des climats de la France métropolitaine dans laquelle la commune est exposée à un climat océanique altéré et est dans la région climatique  Moyenne vallée de la Loire, caractérisée par une bonne insolation (1 850 h/an) et un été peu pluvieux. 
Pour la période 1971-2000, la température annuelle moyenne est de 11,3 °C, avec une amplitude thermique annuelle de 14,8 °C. Le cumul annuel moyen de précipitations est de 704 mm, avec 11,2 jours de précipitations en janvier et 7,1 jours en juillet. Pour la période 1991-2020, la température moyenne annuelle observée sur la station météorologique de Météo-France la plus proche, sur la commune de Saint-Christophe-sur-le-Nais à 16 km à vol d'oiseau, est de 12,1 °C et le cumul annuel moyen de précipitations est de 682,2 mm,. Pour l'avenir, les paramètres climatiques de la commune estimés pour 2050 selon différents scénarios d'émission de gaz à effet de serre sont consultables sur un site dédié publié par Météo-France en novembre 2022.

## Urbanisme

### Typologie
Au 1er janvier 2024, Lhomme est catégorisée commune rurale à habitat dispersé, selon la nouvelle grille communale de densité à sept niveaux définie par l'Insee en 2022.
Elle appartient à l'unité urbaine de La Chartre-sur-le-Loir, une agglomération intra-départementale regroupant deux  communes, dont elle est une commune de la banlieue,,. La commune est en outre hors attraction des villes,.

### Occupation des sols
L'occupation des sols de la commune, telle qu'elle ressort de la base de données européenne d’occupation biophysique des sols Corine Land Cover (CLC), est marquée par l'importance des territoires agricoles (88,8 % en 2018), une proportion sensiblement équivalente à celle de 1990 (89,6 %). La répartition détaillée en 2018 est la suivante : 
prairies (33,1 %), terres arables (32 %), zones agricoles hétérogènes (22,3 %), forêts (6 %), zones urbanisées (3,8 %), espaces verts artificialisés, non agricoles (1,4 %), cultures permanentes (1,4 %). L'évolution de l’occupation des sols de la commune et de ses infrastructures peut être observée sur les différentes représentations cartographiques du territoire : la carte de Cassini (XVIIIe siècle), la carte d'état-major (1820-1866) et les cartes ou photos aériennes de l'IGN pour la période actuelle (1950 à aujourd'hui).

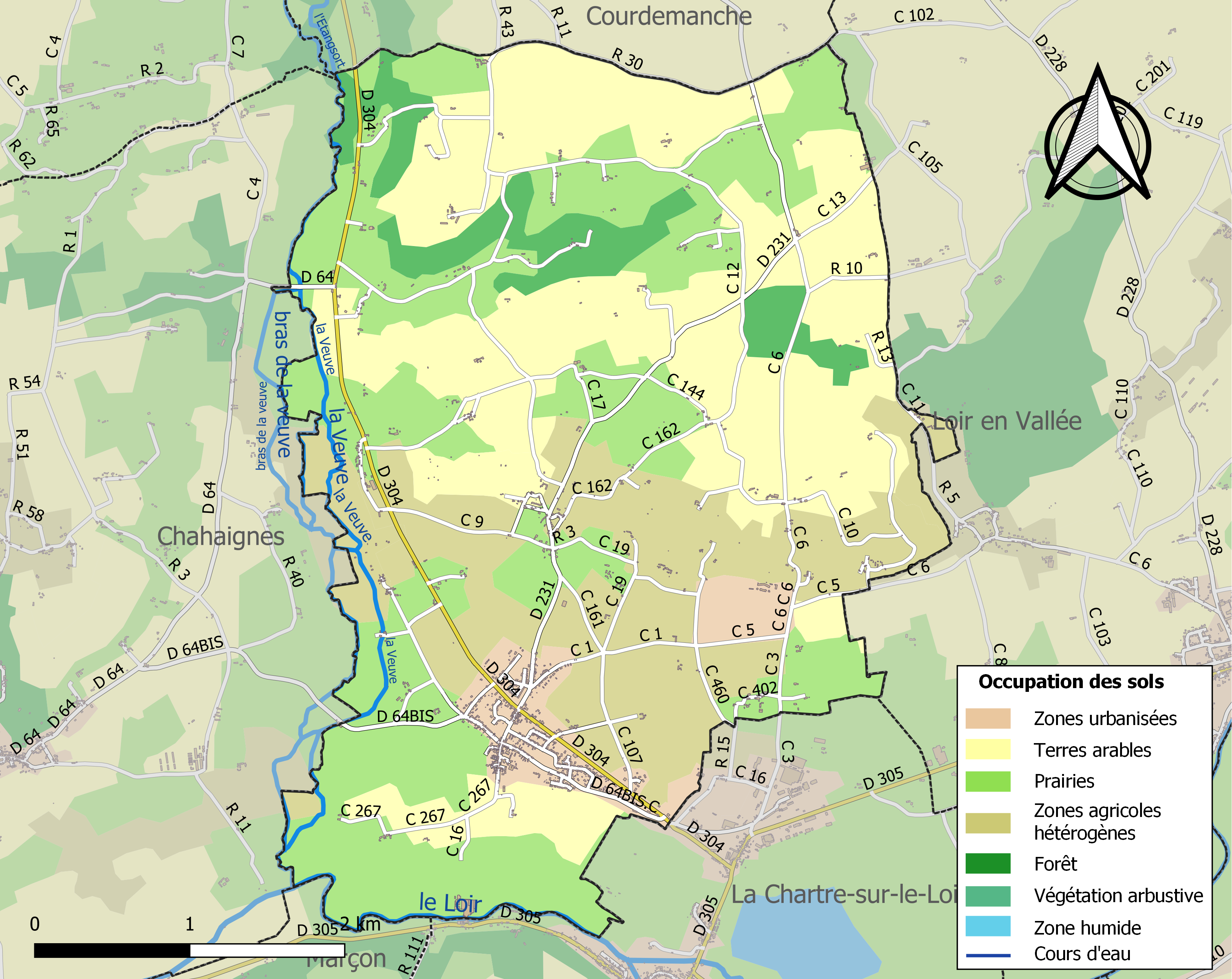
Carte des infrastructures et de l'occupation des sols de la commune en 2018 (CLC).

## Toponymie
Le gentilé est Lhommois.

## Histoire
À l’époque féodale, les seigneurs de La Chartre viennent y installer leur cour. C’est l’un d’eux, Gédéon ou Widion, qui, dans les années 1000 aurait donné son nom à la Gidonnière, en faisant le haut lieu de Lhomme. Il faut attendre 1404 pour voir apparaître dans l’histoire cet autre nom prestigieux, Jasnières, porté par une jeune fille, Guillemette, à l’occasion de son mariage cette année-là avec Jean du Breuil. La Gidonnière, qui fait partie du patrimoine des deux époux, est bientôt attribuée à leur fils aîné prénommé Jean lui aussi, qui devient à l’âge de dix ans chanoine de Saint-Pierre-la-Cour au Mans. Il fera une carrière ecclésiastique remarquable puisque treize ans plus tard, il est promu doyen du chapitre (les vocations religieuses sont précoces au XVe siècle). L’invasion anglaise ne viendra pas contrarier la fortune du seigneur de la Gidonnière, tout au contraire et il mourra en 1497 propriétaire d’un fort bel héritage que se partageront ses neveux et nièces.
Ce sont les enfants de Marguerite du Breuil, sœur du prélat, mariée à Guillaume Fremière, bourgeois d’Angers, qui reçoivent la Gidonnière. Les Lhommois verront alors leur seigneurie passer des Fremière aux Pitard, puis à la famille Courtoux en 1562. Si l’on dit que Lhomme n’avait pas d’église à son origine, elle en a bien une au XVIIe siècle, car Jacques II de Courtoux et son épouse s’y font inhumer sans que l’on sache trop si c’est au pied du grand autel ou sous la marche de l’entrée principale. Mais les Courtoux vont bientôt redonner à Lhomme sa vocation de capitale locale en achetant en 1631 la baronnie de La Chartre. Leurs ancêtres possèdent, en effet, depuis 1456 le titre d’écuyer ainsi qu’un beau blason « d’azur à la face d’or dentelée de sable, accompagné de trois roses de gueules, deux en chef, une en pointe ». La famille fera d’ailleurs placer ses armes sur le tableau du rosaire dont sera dotée l’église paroissiale où l’on peut toujours l’admirer. L’ascension conjointe de la famille de Courtoux et celle de Lhomme dans la société du XVIIe siècle continue par la grâce du roi de France qui, en 1667, érige la baronnie de La Chartre en marquisat dont la Gidonnière devient le château attitré.
Puis, par mariage ou succession, le marquisat passe de la famille de Courtoux à celles des Pellerin de Gauville, et des Bonnin de la Boninière, lesquels détiennent aussi le marquisat de Beaumont-la-Ronce. Si le marquis Anne Claude Boninière de Beaumont est effrayé par la Révolution et préfère émigrer, son fils André semble mener la nouvelle commune de Lhomme en main de maître. Celui-ci n’accepte pas facilement l’ascendant que La Chartre, qui vient d’être promue chef-lieu de canton, voudrait imposer aux autres communes de la circonscription. Avec le Premier Empire, la Gidonnière va quitter le patrimoine ancestral dont elle faisait partie depuis le XIVe siècle. Le château sera vendu en 1813 au baron Malouët, ancien Constituant, monarchiste constitutionnel affirmé, baron de l'Empire, ministre de la Marine du roi Louis XVIII. En ce XIXe siècle, une autre famille, également connue de l’Histoire entrera dans celle de Lhomme, la famille Colonna-Walewski.
Avec Cécile Rose Leconte de Nonant de Piercourt qui achète la Gidonnière en 1817, la commune trouve une châtelaine typique de son époque, se signalant à ses contemporains par sa bienfaisance. C’est à elle que l’on doit l’installation de deux sœurs de la Providence de Ruillé, chargées d’instruire les enfants du pays et de visiter les malades sans ressources. Pour leur permettre d’accomplir leur tâche, la bonne dame les dotera d’une maison et de ses dépendances, qui deviendront, en 1905, l’école laïque de Lhomme. Sa fille Simplicie, la marquise du Prat, conservera néanmoins la Gidonnière qui sera finalement transmise à la famille de Gramont-Lesparre. Grâce aux de Gramont qui exerceront plusieurs mandats successifs de conseiller général du canton de La Chartre, Lhomme retrouvera sa notoriété politique locale. Dès 1817, le sieur Dufour, recevait de la Société centrale d’agriculture séant à Paris, une médaille d’argent « pour avoir cultivé en pommes de terre, treize hectares d’un terrain maigre ». Mais les Lhommois devaient se distinguer bientôt, plus que dans la culture des pommes de terre, dans celle du vignoble, s’y taillant une réputation grandissante.

## Politique et administration
| Période                                  | Période                    | Identité                        | Étiquette | Qualité                                                                               |
| ---------------------------------------- | -------------------------- | ------------------------------- | --------- | ------------------------------------------------------------------------------------- |
| Les données manquantes sont à compléter. |                            |                                 |           |                                                                                       |
|                                          |                            | Félix de Bourqueney (1847-1912) |           | Propriétaire du château de la Poterie 4e chef du protocole de la République française |
|                                          |                            | Antoine de Gramont-Lesparre     |           | Député de la Sarthe (1928 → 1932)                                                     |
| Les données manquantes sont à compléter. |                            |                                 |           |                                                                                       |
|                                          | novembre 1959 (décès)      | Auguste Vérité                  |           |                                                                                       |
| 1960                                     | mars 1977                  | Marceau Boutard (1901-1985)     |           |                                                                                       |
| mars 1977                                | septembre 1987 (démission) | Henri Guison                    | PS        | Retraité de la SNCF                                                                   |
| septembre 1987                           | mars 2008                  | Gérard Brault (1940-2025)       | PCF       | Instituteur Conseiller général de la Chartre-sur-le-Loir (2004 → 2015)                |
| mars 2008                                | juillet 2020               | Michel Hardy                    | PCF       | Retraité de l'industrie                                                               |
| juillet 2020                             | En cours                   | Philippe Wehrlé                 | SE        | Retraité, ancien adjoint au maire                                                     |

## Population et société

### Démographie
L'évolution du nombre d'habitants est connue à travers les recensements de la population effectués dans la commune depuis 1793. Pour les communes de moins de 10 000 habitants, une enquête de recensement portant sur toute la population est réalisée tous les cinq ans, les populations de référence des années intermédiaires étant quant à elles estimées par interpolation ou extrapolation. Pour la commune, le premier recensement exhaustif entrant dans le cadre du nouveau dispositif a été réalisé en 2006.
En 2022, la commune comptait 938 habitants, en évolution de +3,88 % par rapport à 2016 (Sarthe : −0,25 %, France hors Mayotte : +2,11 %).
| 1793  | 1800  | 1806  | 1821  | 1831  | 1836  | 1841  | 1846 | 1851 |
| ----- | ----- | ----- | ----- | ----- | ----- | ----- | ---- | ---- |
| 1 192 | 1 311 | 1 262 | 1 180 | 1 118 | 1 085 | 1 068 | 978  | 994  |

| 1856 | 1861  | 1866 | 1872 | 1876 | 1881 | 1886 | 1891 | 1896 |
| ---- | ----- | ---- | ---- | ---- | ---- | ---- | ---- | ---- |
| 986  | 1 013 | 981  | 935  | 938  | 941  | 908  | 915  | 950  |

| 1901 | 1906 | 1911 | 1921 | 1926 | 1931 | 1936 | 1946 | 1954 |
| ---- | ---- | ---- | ---- | ---- | ---- | ---- | ---- | ---- |
| 918  | 902  | 932  | 881  | 823  | 817  | 775  | 805  | 790  |

| 1962 | 1968 | 1975 | 1982 | 1990 | 1999 | 2006 | 2011 | 2016 |
| ---- | ---- | ---- | ---- | ---- | ---- | ---- | ---- | ---- |
| 882  | 832  | 798  | 903  | 842  | 902  | 966  | 883  | 903  |

| 2021 | 2022 | - | - | - | - | - | - | - |
| ---- | ---- | - | - | - | - | - | - | - |
| 931  | 938  | - | - | - | - | - | - | - |

### Manifestations culturelles et festivités
Depuis 1996 se déroulent à la fin du mois juillet les « trois jours de Lhomme », des festivités s'étendant du vendredi soir au dimanche. Ce projet a été mis en place par le comité des fêtes de Lhomme, dont le président était à l'époque Michel Hardy (élu maire de Lhomme en mars 2008). Le vendredi soir est consacré à l'organisation de repas dans les rues au profit des commerçants, ainsi qu'à un marché nocturne, tandis que la journée du samedi est réservée à toutes sortes d'activités, telles que des courses de vélo ou à des représentations de l'association de danse folklorique, la Cadence lhommoise. Enfin, le dimanche est consacré au vide-greniers.

## Économie
Le village de Lhomme vit essentiellement du vignoble de jasnières et du coteaux-du-loir.

## Culture locale et patrimoine

### Lieux et monuments

#### Le château de la Gidonnière

##### Origine du nom
On ne peut faire que des hypothèses sur l’origine du nom de la Gidonière ou la Gidonnière. Peut-être, cependant, est-il permis de l’attribuer à un certain Widion ou Gédéon, seigneur de la Chartre dans la première moitié du XIe siècle. La terre de Gédéon serait devenue : La Gédéonnière, la Gesdonynière, la Jeudonnière et finalement la Gidonnière. Ce Widion est mentionné pour la première fois dans une charte du cartulaire de la Trinité de Vendôme, où il est dit que Widion voulut (avant 1049) s’opposer au don fait aux moines de la Trinité de Vendôme, par le prêtre Garnier, d’une maison et d’une roche (cave) en la ville de la Chartre. La terre de la Gidonière aurait donc appartenu d’abord aux anciens seigneurs de la Chartre qui l’aliénèrent ou la donnèrent à une époque que nous ignorons.

##### Le château
Le château de la Gidonière est situé sur le territoire de la commune de Lhomme. Placé au point le plus élevé de la plaine qui forme le fond du bassin du Loir, et au pied du coteau qui encadre ce bassin du côté du nord, il présente sa principale façade au midi et jouit d’une vue étendue et admirable sur la plus belle vallée du département[réf. nécessaire]. Le jardin, les bois d’agrément et le parc, dont la superficie totale est de 19 hectares, 26 ares, 40 centiares, s’étendent en amphithéâtre au midi du château et sont bordés sur trois côtés par des chemins publics, le côté nord joint le coteau planté en vignes qui dépendent en grande partie du château. Le château proprement dit est un bâtiment rectangulaire construit sous le règne de Louis XIII, élevé sur caves, d’un étage sur la cour d'honneur et de deux étages sur les jardins, avec comble très élevé qui renferme un étage carré, éclairé par des lucarnes meneaux avec frontons, construites en pierre de taille ; chaque façade présente à chaque étage quatre fenêtres. On arrive au château par une avenue plantée de beaux marronniers où se trouve un jardin d’agrément dont les deux tiers environ sont plantés en bosquets. À l’ouest du verger et au midi de la charmille s’étend un bois de taillis.

#### Le dolmen de Maupertuis
À environ 3 km du bourg, on découvrit dans un champ de la ferme de Maupertuis, un dolmen qui a pris le nom du lieu où il se trouve. Ce dolmen comprend une grande pierre de 3,5 à 4 mètres de long, sur 2,5 à 3 mètres de large, qui est posée horizontalement sur sept à huit autres blocs de roches verticales d’un mètre de hauteur. Côté sud, une ouverture permet d’entrer à l’intérieur du dolmen, d’où vient l’origine du nom de Maupertuis. En effet, le pertuis, mot vieilli, signifie « le trou », l’ouverture ou le passage étroit. Au milieu du XIIe siècle, le verbe pertuisier, désignait l’action de « faire un trou ».

#### Autres lieux
- Musée de la vigne.
- Église Saint-Martin.